# Плотниково (Томський район)
Пло́тниково (рос. Плотниково) — присілок у складі Томського району Томської області, Росія. Входить до складу Мирненського сільського поселення.

## Населення
Населення — 131 особа (2010; 159 у 2002).
Національний склад (станом на 2002 рік):
- росіяни — 89 %